# Wideodomofon

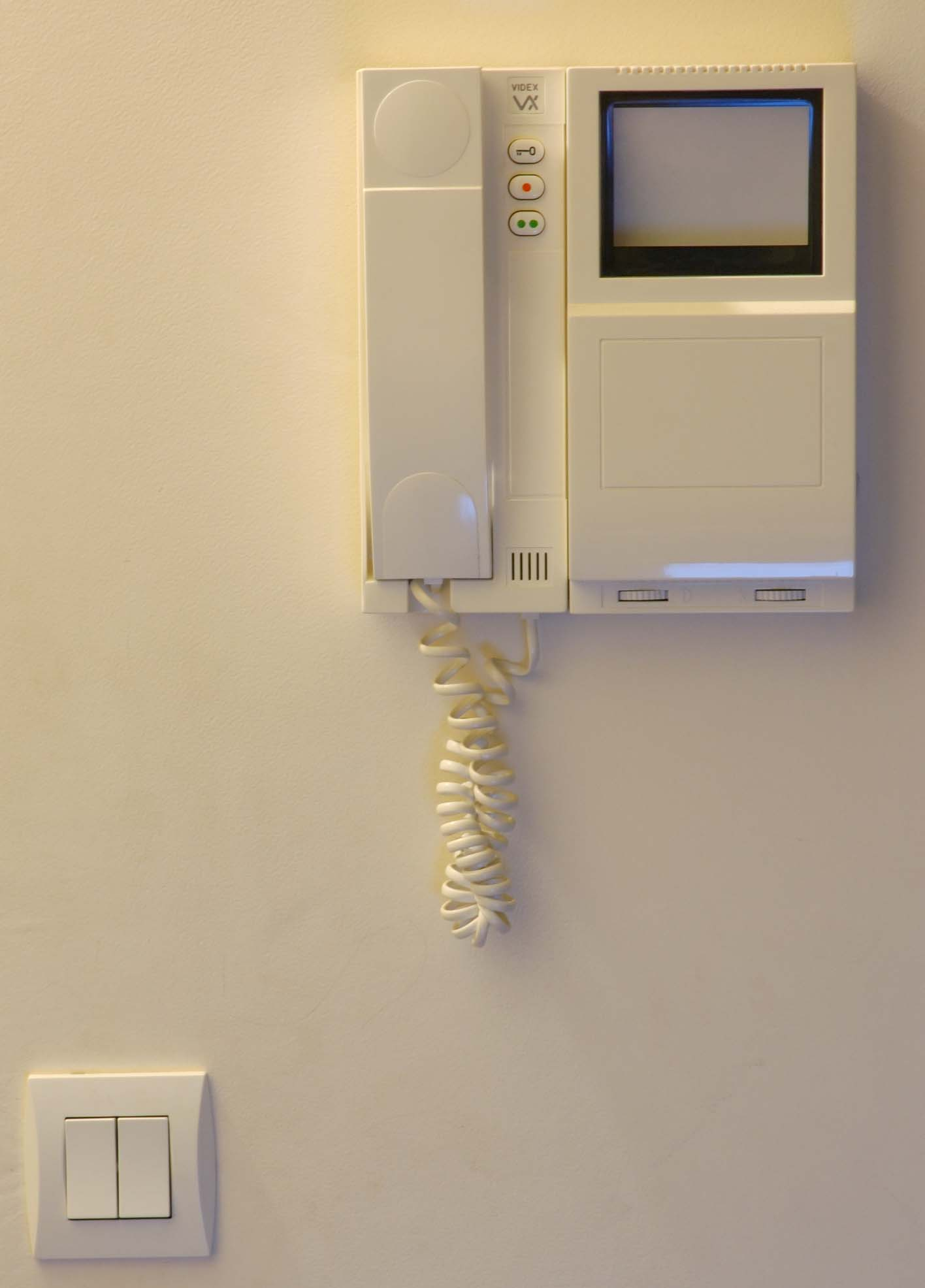
Wideodomofon

Wideodomofon (w skrócie wideofon), wideobramofon – urządzenie umożliwiające komunikację słowną z osobą, która chce wejść do budynku (jak to ma miejsce w domofonie) oraz obejrzenie tej osoby. Kamera zainstalowana jest na drzwiach wejściowych lub bramie wjazdowej, natomiast monitor znajduje się w mieszkaniu. Podobnie jak w domofonie, urządzenie umożliwia zdalne odryglowanie zamka.